# Північно-Східний національний університет
Північно-Східний національний університет (ісп. Universidad Nacional del Nordeste, UNNE) — аргентинський національний університет. Розміщується у містах Коррієнтес та Ресістенсія, столицях провінцій Коррієнтес та Чако відповідно. Був заснований 4 грудня 1956 року. Відомий як університет сонця, є сьомим серед найбільших університетів Аргентини.

## Факультети
- Архітектури та міського будівництва
- Мистецтв [недоступне посилання з червня 2019]
- Аграрних та лісових наук
- Агропромисловий
- Економічних наук
- Точних наук
- Права
- Медичних наук
- Природничих наук та музеєзнавства [недоступне посилання з червня 2019]
- Ветеринарних наук
- Гуманітарних та соціальних наук
- Інформатики [недоступне посилання з червня 2019]
- Технологічний університет
- Стоматології

|  |  |  |